# Metod Pevec
Metod Pevec (Ljubljana, 28 de maig de 1958) és un escriptor, guionista i director de cinema eslovè.

## Biografia
Es va graduar en literatura comparada i filosofia a la Facultat de Filosofia. Va escriure diverses obres de ràdio i sèries. El 1978 va protagonitzar la pel·lícula Ko zorijo jagode, i el 1980 va interpretar Berk de la novel·la Menuet za kitaro de Vitomil Zupan a la pel·lícula Nasvidenje v naslednji vojni. Posteriorment va dirigir els llargmetratges Pod njenim oknom (2003), Estrellita - Pesem za domov (2007), Hit poletja (2008) i Carmen (1995), que es basava en la seva novel·la de 1991.

## Obres literàries
- Carmen (1991) − novel·la
- Marija Ana (1994) − novel·la
- Večer v Dubrovniku (2002) – novel·la policial
- Luna, violine (1994) − recull de contes
- Film pred oltarjem (2006)[2][3]
- Teža neba (2009) – novel·la
- Greh (2022) – novel·la

## Cinema
- Carmen (1996) − basada en la novel·la homònima
- Pod njenim oknom (2003)
- Estrellita - Pesem za domov (2006)
- Hit poletja (2008)
- Lahko noč, gospodična (2010) – basada en la novel·la Teža neba
- Aleksandrinke (2011)
- Vaje v objemu (2012)
- Dom (2015)
- Jaz sem Frenk (2019)

## Televisió
- Lovac protiv topa (1985)
- Srebrena lisica (1985)